# Nuda proprietà
La nuda proprietà è un caso di proprietà privata alla quale non si accompagna un diritto reale di godimento del bene cui è relativa. Tipicamente si riferisce a un immobile del quale si acquisisce la proprietà ma non il diritto di usufrutto.
Sebbene il caso più noto si riferisca a immobili adibiti a uso di abitazione, può aversi nuda proprietà in tutti i tipi di beni sui quali siano possibili accensioni di gravame d'uso. 
Al cessare del gravame che menoma la piena proprietà, ad esempio all'estinzione dell'usufrutto, la nuda proprietà si riunisce ipso facto ai diritti complementari, ricostituendo la pienezza potestativa. È da taluni contestato il riconoscimento di nuda proprietà alle unità immobiliari la cui proprietà sia ridotta dalla correnza di un diritto di abitazione.
La disciplina giuridica della nuda proprietà si ricava avuta considerazione alla disciplina della proprietà, a differenza da quella emanata per la regolazione dell'usufrutto.